# Sardis (Georgia)
Sardis es una ciudad ubicada en el condado de Burke, Georgia, Estados Unidos. Tiene una población estimada, a mediados de 2022, de 993 habitantes.

## Demografía

### Censo de 2020
Según el censo de 2020, en ese momento había 995 personas residiendo en la localidad. La densidad de población era de 248.13 hab./km².
| Raza                   | Núm. | Porc.  |
| ---------------------- | ---- | ------ |
| Blancos                | 471  | 47.34% |
| Afroamericanos         | 439  | 44.12% |
| Amerindios             | 3    | 0.30%  |
| Asiáticos              | 1    | 0.10%  |
| De otras razas         | 10   | 1.01%  |
| De una mezcla de razas | 71   | 7.14%  |

Del total de la población, el 1.21% eran hispanos o latinos de cualquier raza.

### Censo de 2000
Según el censo de 2000, en ese momento los ingresos medios de los hogares eran de $22,917 y los ingresos medios de las familias eran de $28,083. Los ingresos per cápita para la localidad eran de $11,128. Los hombres tenían ingresos per cápita por $25,000 contra los $17,109 que percibían las mujeres.

## Geografía
La localidad está ubicada en las coordenadas 32°58′30″N 81°45′41″O / 32.97500, -81.76139 (32.975073, -81.76151).
Según la Oficina del Censo, tiene una superficie total de 4.05 km², de la cual 4.01 km² corresponden a tierra firme y 0.04 km² están cubiertos de agua.